# Patrouillenboot
Patrouillenboote sind leicht bewaffnete, schnelle Boote oder kleine bis mittelgroße Schiffe der Marine, der Küstenwache, der Polizei oder des Zolls.
Die Bezeichnung wird für unterschiedliche Fahrzeuge verwendet. Sowohl Größe als auch Ausstattung und Bewaffnung der Patrouillenboote unterscheiden sich je nach den Einsatzbedingungen. Sie werden gegen Schmuggler, Terroristen, illegale Einwanderer usw. eingesetzt. Hochseepatrouillenboote (sogenannte offshore patrol vessels, OPV) sind für längere Fahrten ausgelegt und verfügen zum Teil auch über Hubschrauberlandeplätze.
Militärische Patrouillenboote werden unter anderem zur Aufklärung, Überwachung und Sicherung im Küstenvorfeld benutzt. Um die hierfür erforderliche größere Zahl von Fahrzeugen bereitstellen zu können, sind während der Weltkriege zivile Schiffe wie Fischereifahrzeuge und Yachten requiriert und als Patrouillenboote eingesetzt worden.

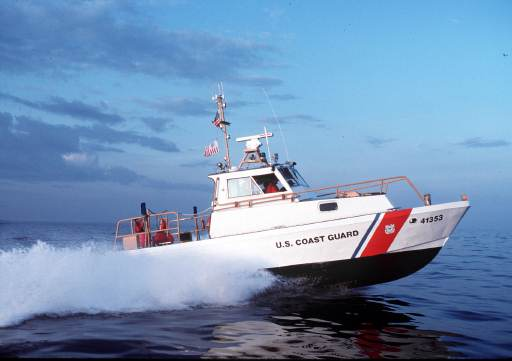
Ein Streifenboot der US-Küstenwache
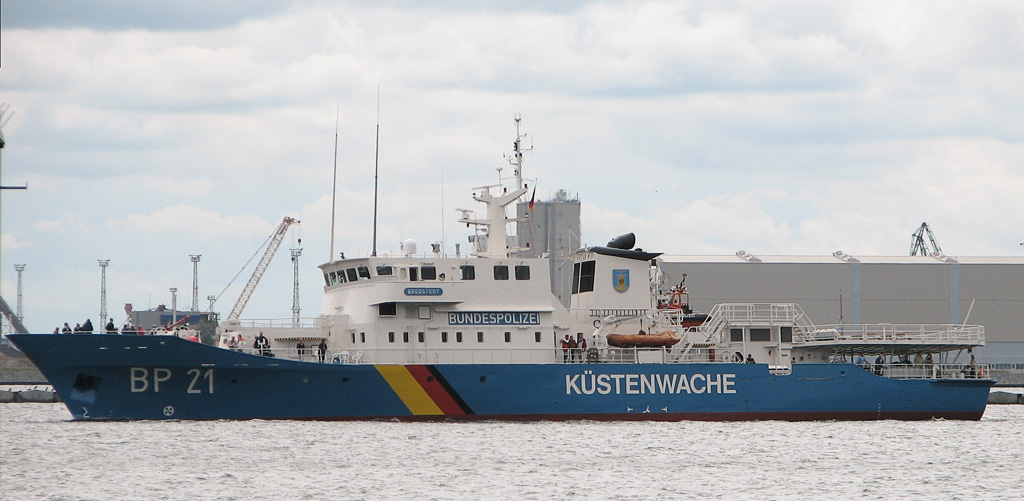
Die ehemalige Bredstedt der deutschen Küstenwache
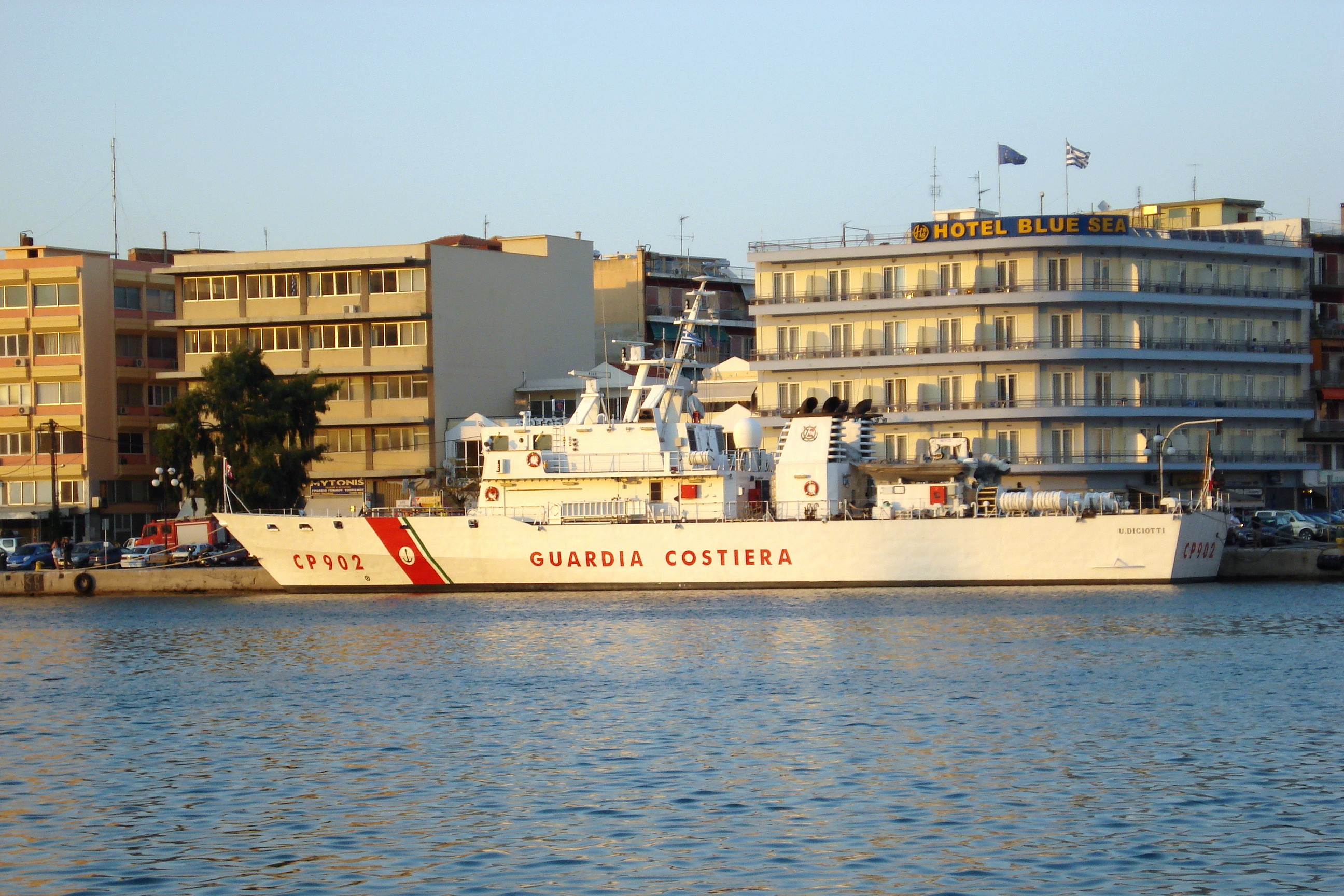
Die U. Diciotti (CP-902) der Guardia Costiera
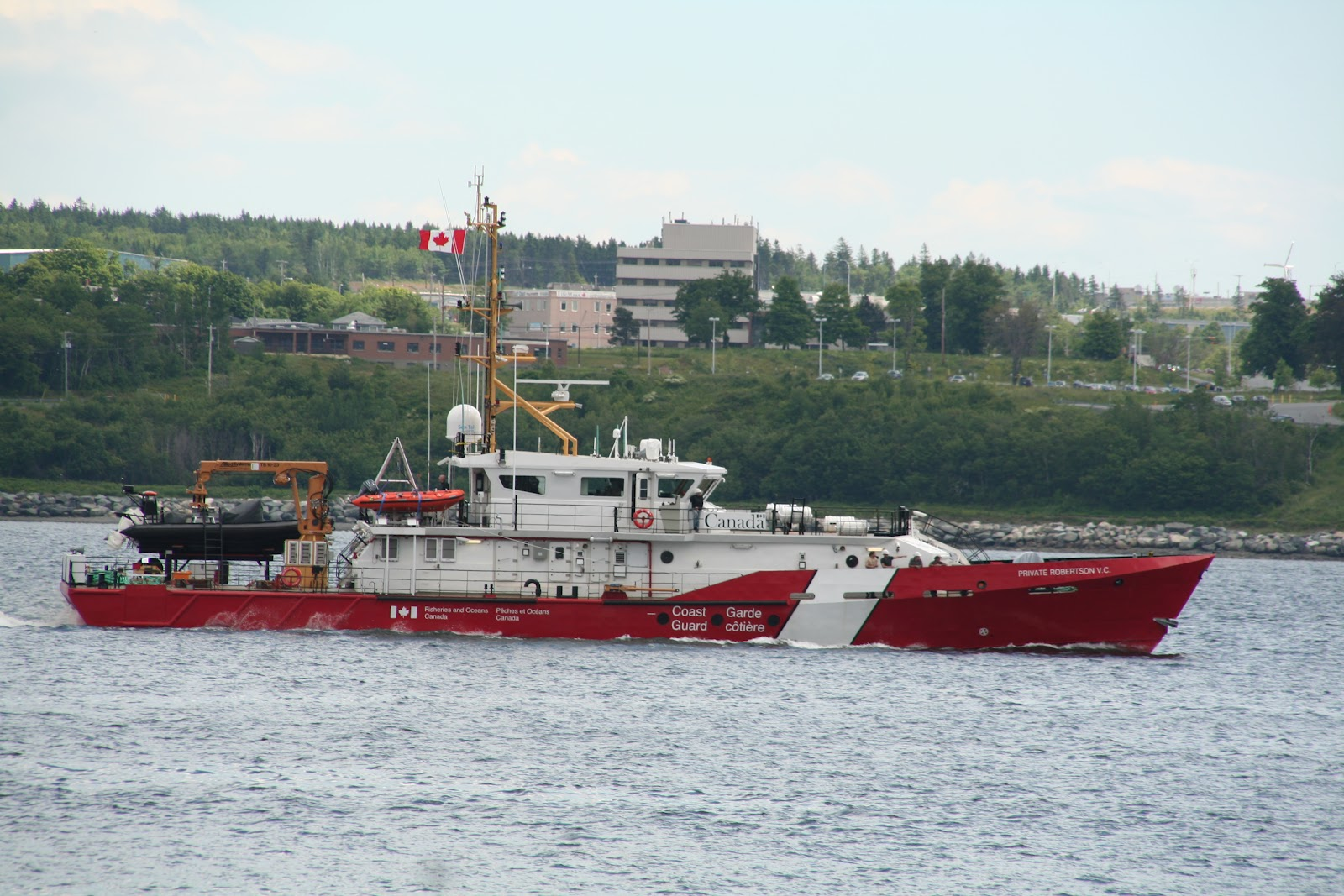
Ein Streifenboot der kanadischen Küstenwache
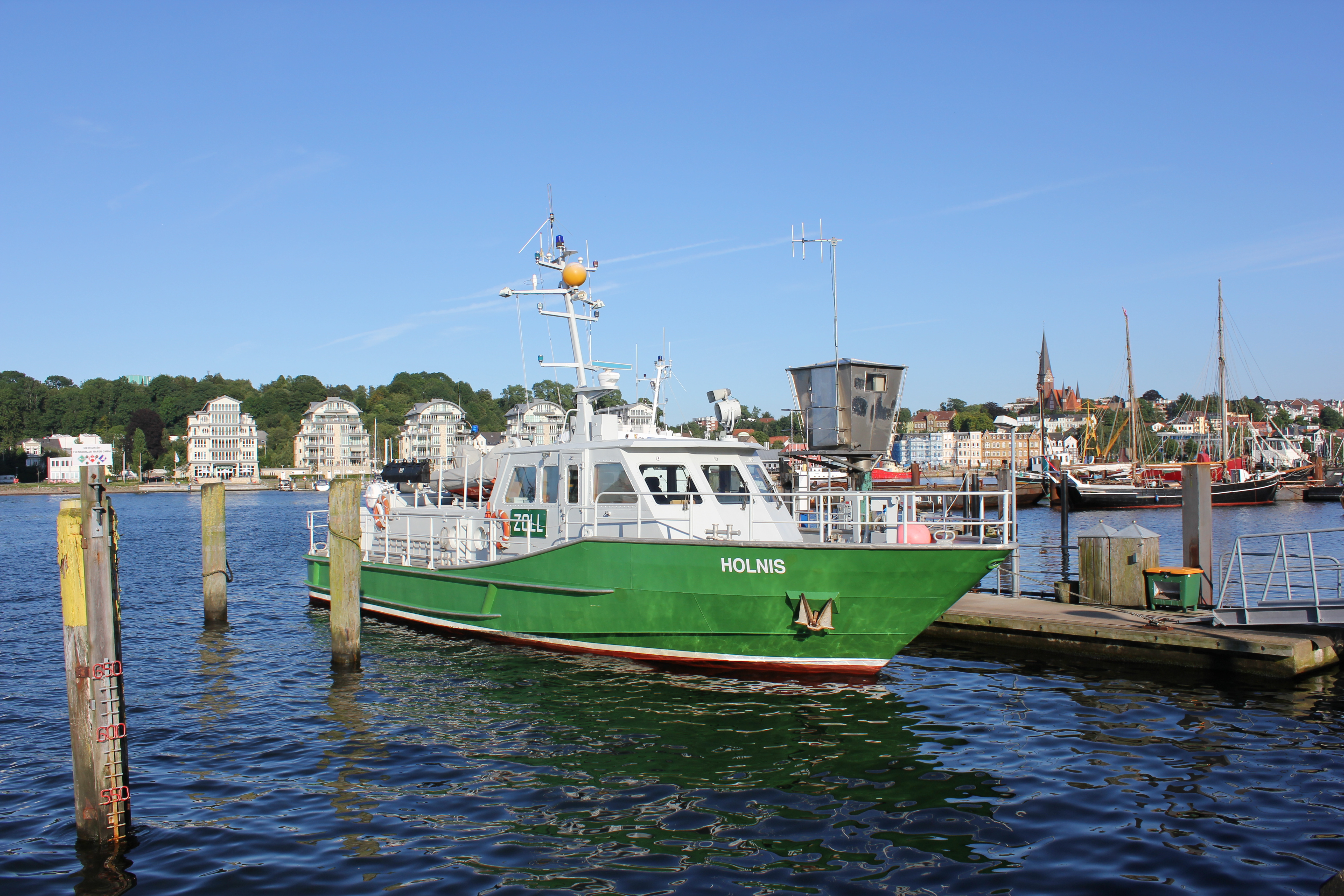
Patrouillenboot Holnis des deutschen Zolls
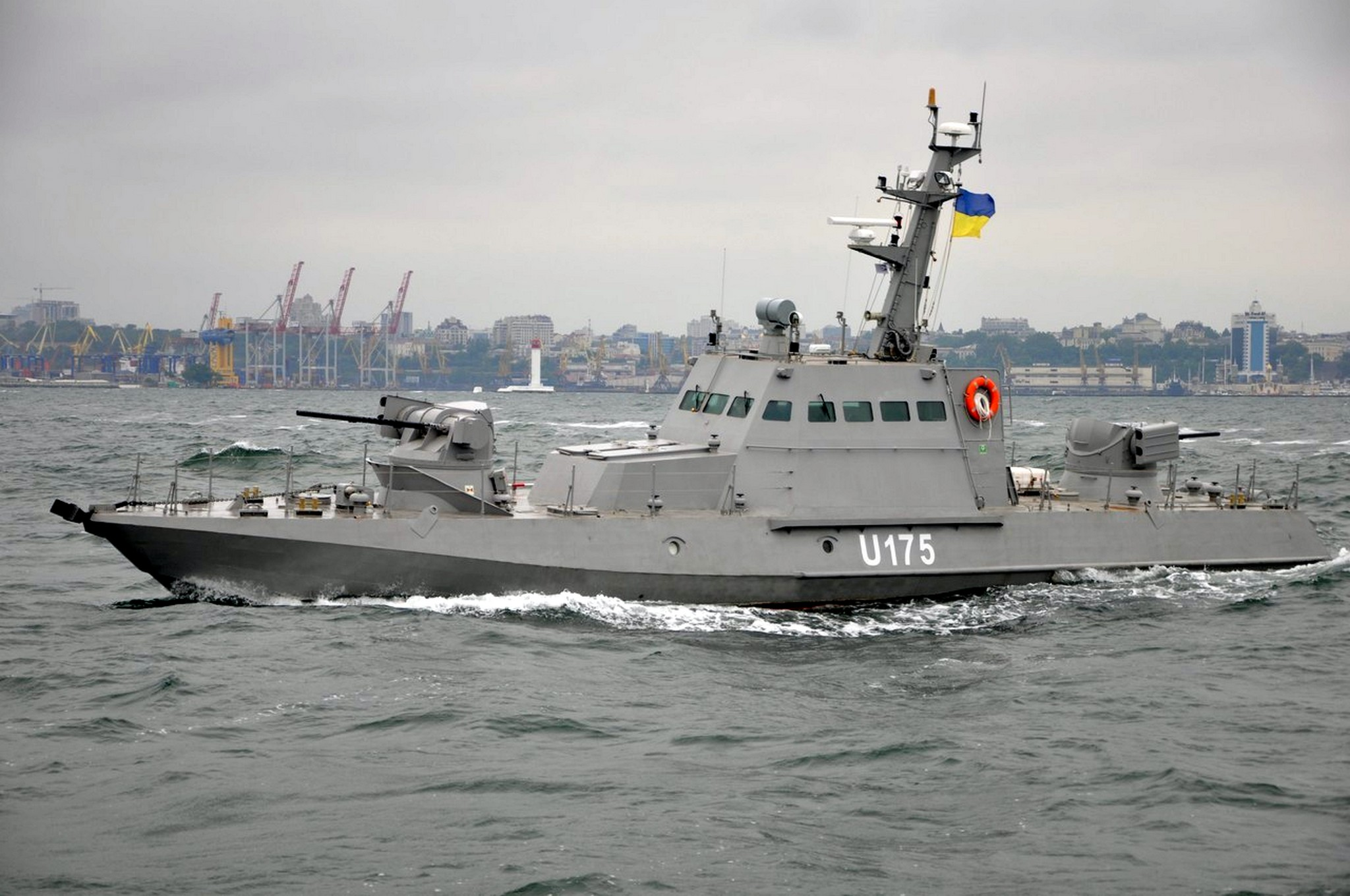
Hjursa-Klasse der ukrainischen Seestreitkräfte
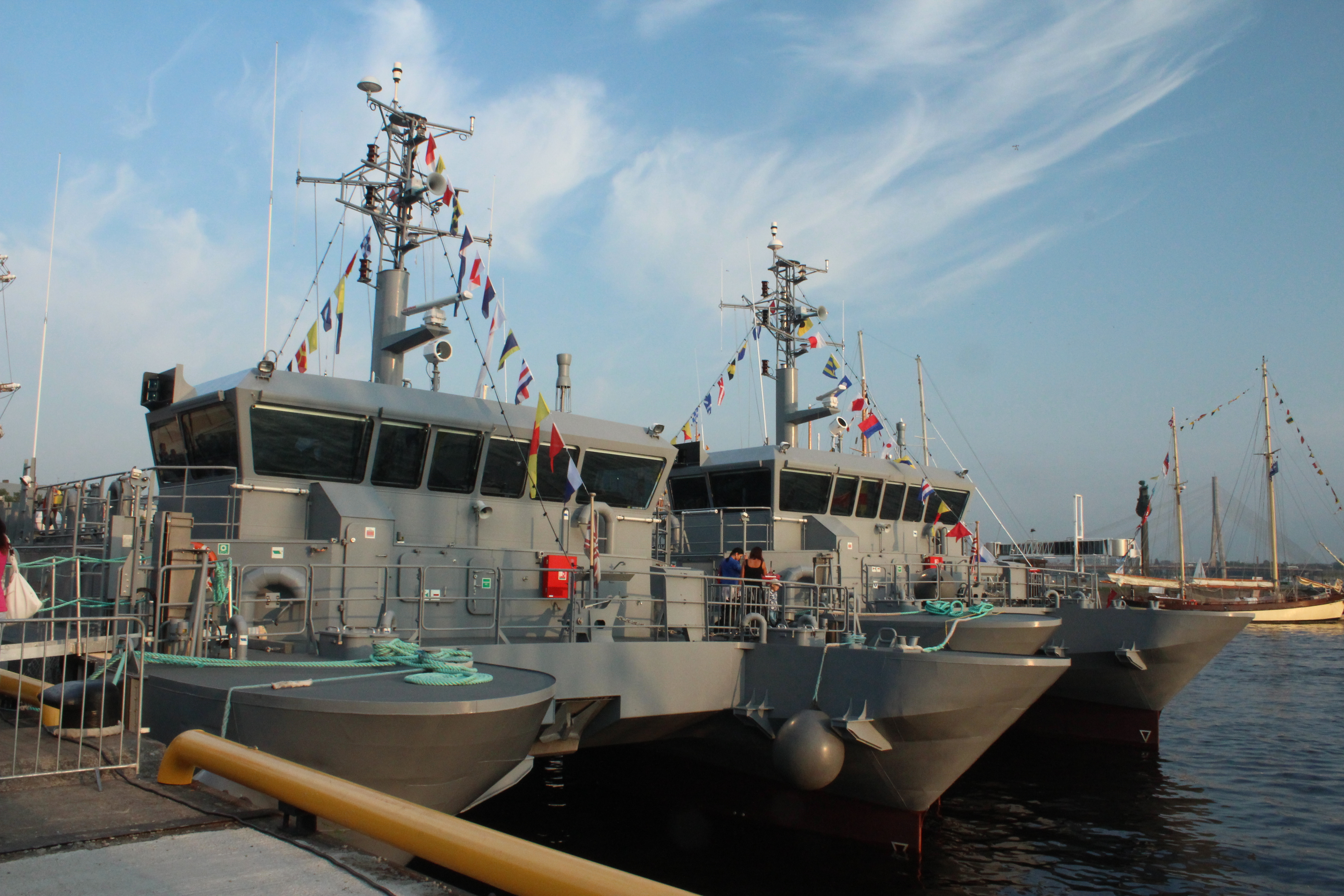
Zwei SWATH-Patrouillenboote der Skrunda-Klasse der der lettischen Seestreitkräfte